# اوبیدوویتسه
اوبیدوویتسه (به چکی: Obědovice) یک منطقهٔ مسکونی در جمهوری چک است که در ناحیه هرادتس کرالووه واقع شده‌است. اوبیدوویتسه ۲۴۱ نفر جمعیت دارد.